# بيت الدروازة
بيت الدروازة؛ هو مبنى تراثي تم ترميمه وتحويله إلى متحف في عام 2012م.

## نبذة
أتت تسميته نسبة إلى مصطلح ( دروازة) والتي تعني البوابة الكبيرة للمدينة أو القرية، وتنتشر بوابات الدروازة في كثير من القرى والمدن العمانية القديمة. يقع بيت الدروازة في حارة المنزفة في ولاية إبراء بسلطنة عمان، ويمثل نموذجا للنمط العمراني الجمالي في سلطنة عمان، للمنازل الفاخرة في ذلك الوقت، إذ عرفت حارة المنزفة بثراء سكانها الذين كونوا ثروتهم من شرق أفريقيا.

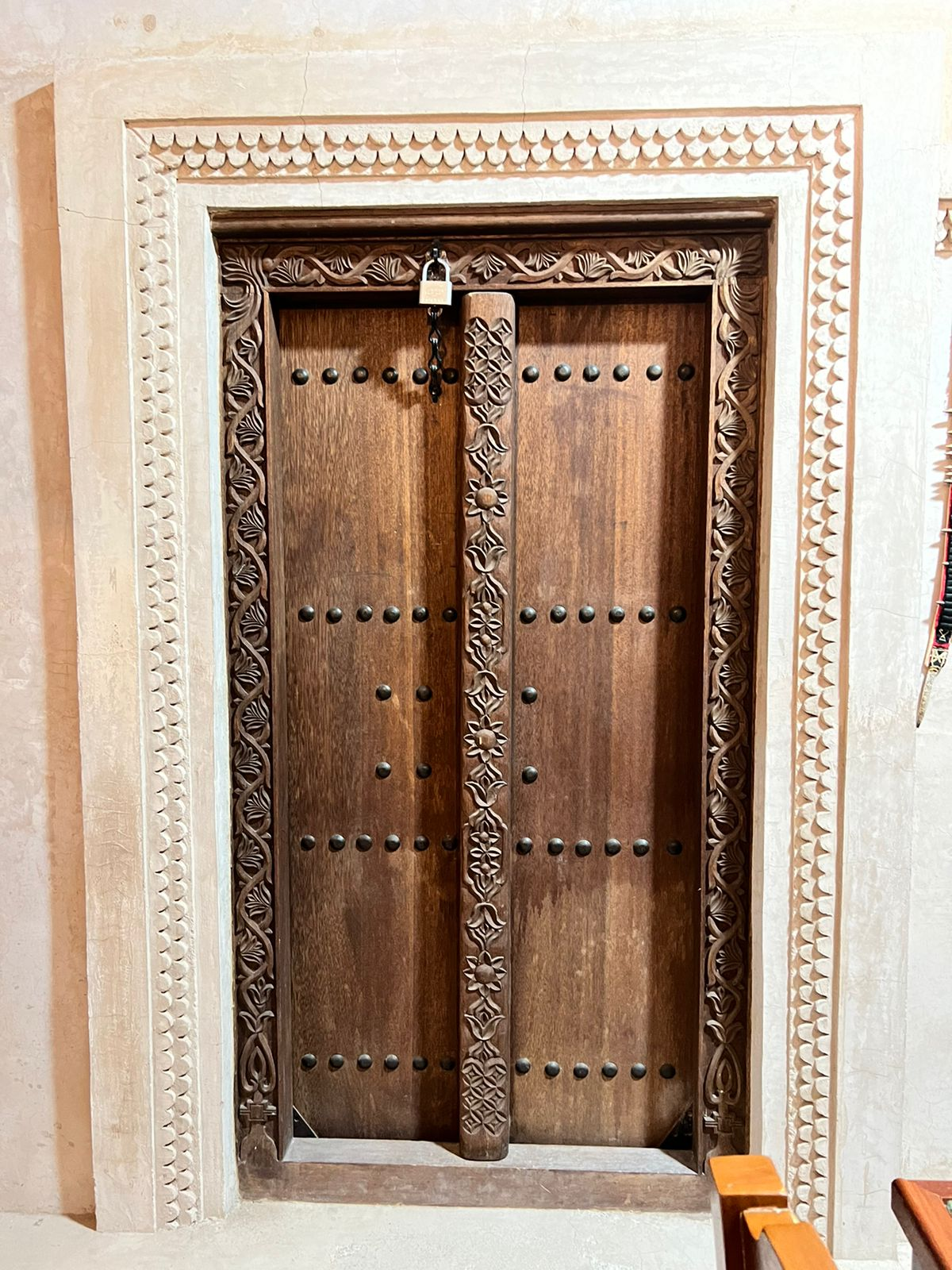
بوابة من بيت الدروازة

## ترميمه وتحويله إلى متحف
أتى ترميم بيت الدروازة خطوة أولى لتشجيع أهالي قرية المنزفة التاريخية على ترميم منازلهم الموروث، وأن هذه المنازل المندثرة ولو تهدمت فمن الممكن أن ترمم وتستثمر لتكون متاحف أو نزلا أو مقاهي.
يحتوي هذا البيت على مجموعة من الغرف والمجالس التي بها النقوش والزخارف الجميلة ومطبخ ومخزن به بئر ماء وبين جنباته المئات من المقتنيات الجميلة من البنادق والسيوف والعملات والمسكوكات القديمة والخلي الفضية والذهبية التي كانت تتزين بها المرأة العمانية وسروج الخيل والفخاريات والخوصيات والمفارش والسعفيات وأدوات الزراعة والحراثة حتى الأواني القديمة التي كانت تستخدم في الطبخ وصناعة الحلوى العمانية، وغيرها الكثير.
https://www.omandaily.om/المحافظات/na/قرية-المنزفة-حكاية-تراث-عماني-يستحق-الاستثمار-والاهتمام

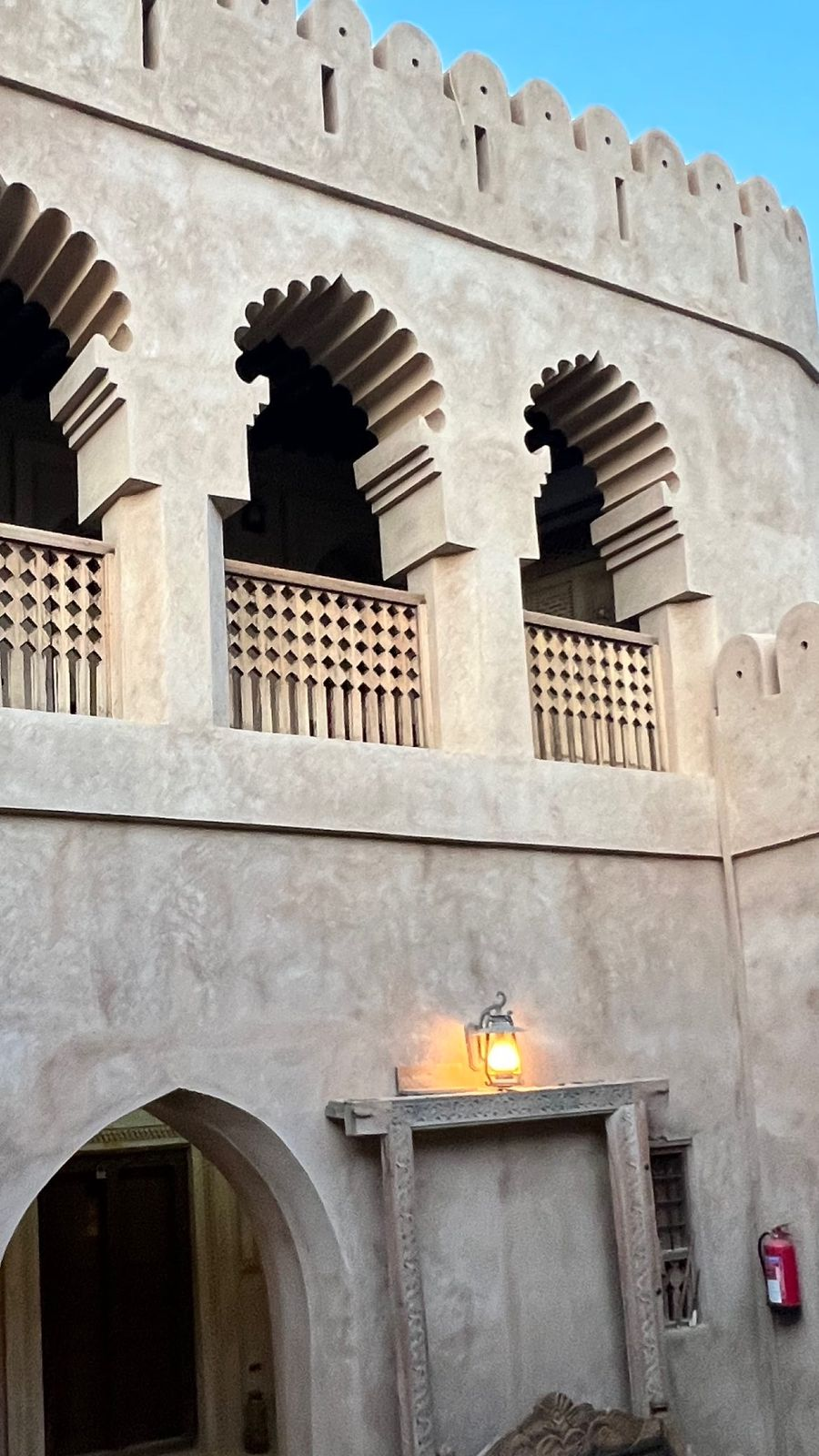
عقود من بيت الدروازة

## هندسة بديعة
تعكس هندسة بناء بيت الدروازة تطور وتمازج فن العمارة بمختلف الثقافات والحضارات، وتظهر خصوصا في نقوش العقود، والأبواب و الروازن، وتتزين جدران الزوايا بنقوش تنوعت بين العربية والفارسية والهندية.

## وصلات خارجية
- دليل المتاحف العمانية